# Svenska Friidrottsförbundet
Svenska Friidrottsförbundet är ett specialidrottsförbund för friidrott i Sverige, bildat i Göteborg 30 oktober 1895 och invalt i Riksidrottsförbundet 1903. Förbundets kansli ligger i Solna i Sverige. Det hette Svenska Idrottsförbundet under perioden 1895-1949.

## Verkställande direktörer
Följande personer har varit verkställande direktör för Friidrottsförbundet:
- 1984–1991: Ulf Ekelund

## Styrelseordförande
- 1897-1900: Sven Lindhé
- 1901: Sigge Stenberg
- 1902-1904: Sigfrid Edström
- 1904-1914: Leopold Englund
- 1915-1916: Gustaf G:son Uggla
- 1917–1919: Sven Låftman
- 1920-1924: Leopold Englund
- 1925-1934: Bo Ekelund
- 1934–1946: Bo Lindman
- 1947: Birger Gezelius
- 1948-1958: Tage Ericsson
- 1959-1964: Nils Carlius
- 1965–1973: Matts Carlgren
- 1973–1981: Arne Ljungqvist
- 1981–1985: Hans Holmér
- 1986–1995: Bernt Gröön
- 1995–2004: Bengt Westerberg
- 2004–2008: Yngve Andersson
- 2008–2012: Lennart Karlberg
- 2012-2014: Tomas Riste
- 2014-2015: Björn Eriksson
- 2016-2019: Björn O. Nilsson
- 2019-    :  Johan Storåkers

## Generalsekreterare
Följande personer har varit generalsekreterare vid förbundskansliet:
- 1975–1984: Ulf Ekelund
- (2011): Mikael Peterson

### Fotnoter
1. ↑  Webnews. ”I begynnelsen”. http://webnews.textalk.com/upload/articlefile/5/482043/WF__ISgrundaren_o_Svffader.pdf. Läst 15 mars 2018.